# 厚畛子镇
厚畛子镇，是中华人民共和国陕西省西安市周至縣下辖的一个乡镇级行政单位。

## 行政区划
厚畛子镇下辖以下地区：
厚畛子村、姜家坪村、花耳坪村、钓鱼台村、老县城村、大蟒河村、殷家坪村、八一村、同力村和三合村。